# Liste des poissons à Saint-Pierre-et-Miquelon
Cet article court présente un sujet plus développé dans plusieurs articles dérivés.
Pour des articles plus généraux, voir Liste des poissons en Amérique du Nord et Faune à Saint-Pierre-et-Miquelon.

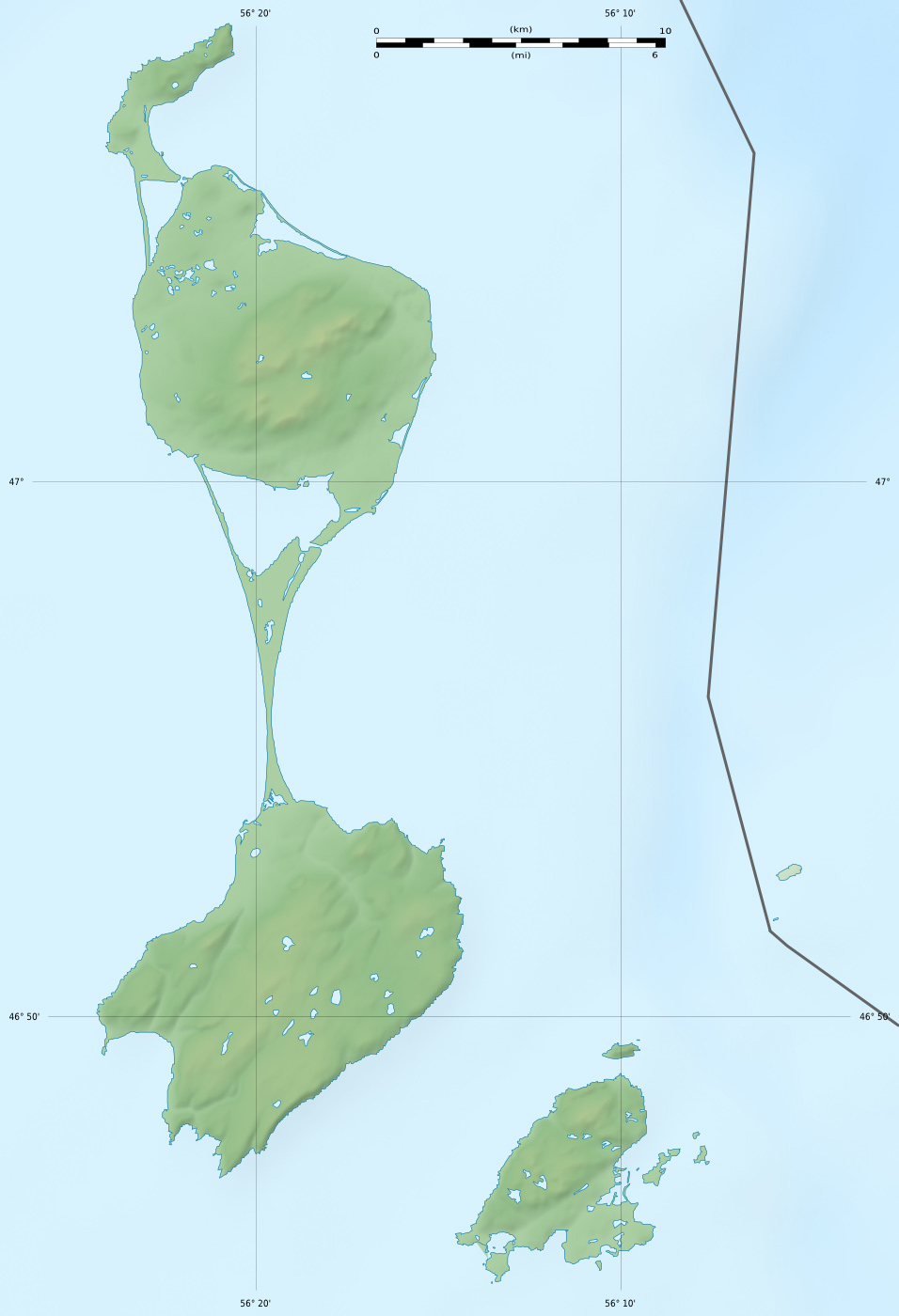
Carte topographique de Saint-Pierre-et-Miquelon.

Localisation de Saint-Pierre-et-Miquelon en Amérique du Nord.

Cette liste commentée recense l'ichtyofaune à Saint-Pierre-et-Miquelon. Elle répertorie les espèces de poissons saint-pierrais et miquelonnais actuels et celles qui ont été récemment classifiées comme éteintes (à partir de l'Holocène, depuis donc 11 700 ans av. J.‑C.). Cette liste inclut deux écosystèmes aquatiques :
- l'eau douce ;
- et l'eau de mer.

## Note
1. ↑  Cette liste est dérivée de la liste rouge de l'UICN, qui répertorie la plupart des espèces présentes dans le monde depuis le XVIe siècle, avec en plus celles répertoriées depuis le début de l'Holocène (soit 11 700 ans av. J.‑C.). La taxonomie et la nomenclature de ces animaux, complétées par des noms vulgaires, sont basées sur celles utilisées par FishBase, SITI ou encore l'UICN.